# Hugoniaceae
Hugoniaceae is een botanische naam, voor een familie van tweezaadlobbige planten. Een familie onder deze naam wordt vrij zelden erkend door systemen voor plantentaxonomie, maar wel door het Cronquist systeem (1981) dat de familie in de orde Linales plaatst, en het APG-systeem (1998) dat haar in de orde Malpighiales plaatst.
Het betreft een kleine familie van enkele tientallen soorten, typisch lianen, in de tropen.
Echter, het APG II-systeem (2003) erkent de familie niet: daar worden de betreffende planten terug ingevoegd bij de familie Linaceae.